# Assedio di Sebastopoli (1854-1855)
L'assedio di Sebastopoli, protrattosi dall'ottobre del 1854 al settembre del 1855, fu l'episodio più importante della guerra di Crimea.
Incapaci di accerchiare l'intera roccaforte russa, gli alleati (Gran Bretagna, Francia, Impero ottomano e Regno di Sardegna) concentrarono le loro forze a sud. Dovettero respingere attacchi simultanei dell'armata di Crimea e della guarnigione (battaglie di Balaklava e Inkerman).
Nel giugno 1855 i britannici attaccarono il settore di Redan e subirono gravi perdite senza risultati importanti. L'8 settembre i francesi riuscirono ad impossessarsi della posizione fortificata di Malakoff, grazie ad un assalto perfettamente coordinato. La fortezza divenne allora non più difendibile e i russi la evacuarono dopo aver distrutto le fortificazioni. A tale assedio (che ai russi costò 4000 morti e ben 16000 tra feriti e prigionieri) partecipò anche Lev Nikolaevič Tolstoj in qualità di ufficiale d'artiglieria.

## Descrizione
Nel settembre del 1854 le truppe alleate francesi, ottomane e inglesi sbarcarono in Crimea e assediarono la città di Sebastopoli, sede principale della flotta del Mar Nero. All'inizio dell'ottobre di quell'anno, i genieri francesi e inglesi posero la loro base a Balaklava iniziando a programmare le linee di assedio di Sebastopoli da sud scavando trincee ove porre batterie d'artiglieria. Con l'esercito russo al suo comando, il principe Menshikov lasciò la difesa di Sebastopoli agli ammiragli Vladimir Kornilov e Pavel Nakhimov, assistiti dal capo dei genieri di Menshikov, il tenente colonnello Eduard Totleben. Le forze militari disponibili a difendere la città erano costituite da 4 500 membri della milizia oltre a 2 700 cannonieri, 4 400 marinai, 18 500 soldati di marina e 5 000 lavoratori, per un totale di 35 000 uomini.
I russi dapprima iniziarono a spostare le loro navi di modo da proteggere il porto di Sebastopoli per poi usare i cannoni navali e l'artiglieria extra contro le navi nemiche. Tra le navi coinvolte in queste operazioni ricordiamo la Granduca Costantino, la Città di Parigi (entrambe con 120 cannoni di linea), la Coraggio, la Zarina Maria, la Chesme, la Yagondeid (84 cannoni), la Kavarna (60 cannoni), la Konlephy (54 cannoni), oltre alla fregata a vapore Vladimir, e le navi Thunderer, Bessarabia, Danubio, Odessa, Elbrose e Krein. Il 17 ottobre 1854 iniziarono i primi scontri di artiglieria. L'artiglieria russa dapprima distrusse un magazzino francese compromettendo seriamente l'artiglieria nemica. Gli inglesi risposero a questo punto in maniera decisa distruggendo il deposito di munizioni russo a Malakoff, uccidendo l'ammiraglio Kornilov e sfiancando notevolmente le difese russe della città.
L'assedio, anche a livello navale, fu lungo anche a causa della grande presenza di navi russe che, durante la notte, venivano abilmente riparate dai marinai dello zar così da presentarsi il mattino seguente in perfetta forma. Durante l'ottobre ed il novembre del 1854, le battaglie di Balaclava e Inkerman ebbero luogo nella stessa area degli scontri di Sebastopoli. Balaclava portò ai russi un leggero sospiro di sollievo, troncato subito dalla difesa di Inkerman che mise in luce la difficoltà di difendere Sebastopoli ulteriormente. Mentre Totleben estendeva le fortificazioni attorno all'area del fiume Redan, ove si trovavano i bastioni di Malakoff, il capo dei genieri inglesi John Burgoyne pensava ad un modo per prendere possesso della collina di Malakoff che capì essere posizione chiave per la presa di Sebastopoli.
Il periodo invernale venne sfruttato dagli alleati per costruire nuove vie di comunicazioni che potessero favorirli negli scontri come ad esempio la costruzione della Grand Crimean Central Railway costruita e progettata da Thomas Brassey e Samuel Peto, che venne appunto utilizzata per portare supporti velocemente da Balaclava sin sulla linea degli scontri a Sebastopoli. A partire dall'8 aprile 1855 (Sabato santo), gli alleati ripresero i bombardamenti delle posizioni nemiche uccidendo il 10 luglio l'ammiraglio russo Nakhimov.
Il 5 settembre gli alleati iniziarono il loro sesto pesante bombardamento alla fortezza. 307 cannoni spararono circa 15 000 colpi e i russi perdettero dai 2 000 ai 3 000 uomini al giorno. L'8 settembre 60 000 uomini degli alleati iniziarono il loro ultimo assalto e i francesi, guidati dal generale de Mac-Mahon diedero inizio alla Battaglia di Malakoff prendendo possesso delle posizioni nemiche in breve tempo. La mattina del 9 settembre le forze russe abbandonarono Sebastopoli.